# Manuhangi
Manuhangi (noto anche come Te Fara) è un atollo appartenente all'arcipelago delle Isole Tuamotu nella Polinesia francese. È situato 68 km a sud-est di Nengo Nengo e 52 km a ovest di Paraoa.

## Geografia
L'atollo Manuhangi è di piccole dimensioni, con una lunghezza di 5,4 km e una larghezza massima di 3,6 km. Ha una forma ovale e la sua barriera corallina racchiude completamente una piccola laguna.

## Storia
Il primo europeo di cui si abbia notizia a giungere a Manuhangi fu il navigatore inglese Samuel Wallis nel 1767; egli chiamò l'atollo Cumberland.

## Amministrazione
Manuhangi fa parte del comune di Hao (centro principale: Otepa), che comprende anche Ahunui (disabitata), Nengo Nengo e Paraoa (disabitata).